# Браян Фарго
Френк Браян Фарго (народився 15 грудня 1962) — американський дизайнер відеоігор, продюсер, програміст і керівник, а також засновник Interplay Entertainment, inXile Entertainment і Robot Cache.
У 2009 році він був обраний IGN одним із 100 найкращих творців ігор усіх часів.

## Біографія

### Раннє життя
Нащадок родини, що заснувала банківські гіганти Wells Fargo та American Express, Фарго народився в Лонг-Біч, штат Каліфорнія, і виріс у Віттієрі та Ньюпорт-Біч. Будучи єдиною дитиною Френка Байрона Фарго та Марі Кертіс Фарго, він відвідував середню школу Корона-дель-Мар, де він займався спортом та захопився створенням відеоігор після того, як його батьки придбали йому комп'ютер Apple II у 1977 році.
Браян Фарго написав свою першу відеогру Labyrinth of Martagon разом зі своїм другом Майклом Кренфордом ще в середній школі. Першою широко розповсюдженою грою команди була графічна текстова пригода The Demon's Forge, яку Брайан самовидав у 1981 році (пізніше гра була перевидана Boone Corporation). У 1982 році журнал Softline надрукував листа від Fargo із запитанням, як On-Line Systems зберігала графіку у своїй графічній пригоді Wizard and the Princess. У цей період він також написав навчальні ігри для World Book Encyclopedia[джерело?].

### Interplay
У 1983 році Фарго заснував Interplay Productions, перш ніж у 1983 році укласти свій перший контракт з Activision для Mindshadow, графічної текстової пригодницької гри для Apple II і Commodore 64. Після випуску Mindshadow Фарго найняв старого шкільного друга і почав працювати над створенням рольової гри Bard's Tale для Apple II і C64 для тоді ще нового видавця Electronic Arts. Згодом Фарго брав участь у розробці ранніх рольових ігор Interplay, у тому числі схваленої критиками Wasteland, де персонаж на ім'я Фаран Брайго є відсиланням до його імені.
У той час Interplay використовувала невеликі команди розробників із однієї-трьох осіб для створення ігор для видання іншими компаніями, що у кращому випадку дозволяло Interplay залишатися беззбитковою. У 1988 році Фарго вирішив перетворити компанію з дому розробників на розробника/видавця, додавши додаткові витрати на виробництво та маркетинг, з одночасним ризиком та можливою винагородою від публікації успішних ігор. Першою грою, створеною Interplay у цю епоху, була власноруч розроблена Battle Chess, а пізніше Castles від Quicksilver Software. У той час компанія також експериментувала з новими ідеями та продуктами, такими як Neuromancer, відеоігровою адаптацією роману Вільяма Гібсона.
До 1992 року Interplay уклала контракт зі старим другом Фарго, Алленом Адамом, і його партнером, Майклом Морхеймом, для створення RPM Racing. Це був перший контракт Адама та Морхайма на створення гри компінією Silicon & Synapse і одна з перших подібних знахідок для Фарго, який мав хист розпізнавати таланти в невеликих командах розробників. Зрештою Адам і Морхейм змінили назву своєї компанії на Blizzard Entertainment, майбутнього розробника франшиз Warcraft, StarCraft і Diablo.
Interplay продовжувала розширюватися в середині 1990-х років, додаючи ліцензовані ігри до власної інтелектуальної власності, як-от Stonekeep, шляхом придбання прав на оригінальний Star Trek і створення серії його адаптацій. Фарго також продовжував знаходити талановитих невеликих розробників, які розробляли інноваційні ігри. Однією з них була Parallax Software, чия демо згодом стала хітовою грою Descent. Parallax, пізніше перейменована на Volition, зрештою була викуплена THQ. У 1994 році Universal/MCA придбала 45 % акцій Interplay, яка пізніше стала публічною в 1998 році.
Interplay зросла до понад 600 співробітників у зеніті в середині 1990-х років. У цей період була створена одна з найуспішніших груп Interplay — Black Isle. Black Isle зосереджувалася на рольових іграх і зрештою включила ігри нового розробника під назвою BioWare, який спочатку був уклав контракт з Interplay для створення Shattered Steel. Наступною грою, яку вони розробили для Interplay через підрозділ Black Isle, стала Baldur's Gate, яка виявилася великим хітом, а за нею послідували інші, зокрема Icewind Dale і схвалена критиками Planescape: Torment.
У 1996 році компанія знову розширилася, додавши підрозділ, що зосереджується на спортивних іграх під назвою VR Sports, і придбавши Shiny Entertainment. Ціль Фарго при придбанні Shiny полягала в тому, щоб допомогти Interplay перейти до консольного бізнесу, на додаток до успішних релізів ігор для ПК. Того ж року Computer Gaming World назвав Фарго третім найвпливовішим «гравцем у галузі» всіх часів, оскільки він «продемонстрував як блискуче бачення продукту, так і великі бізнес-таланти».
У 1998 році Interplay подала заявку на первинну публічну пропозицію (IPO) акцій для фінансування майбутнього розвитку та погашення боргів компанії. У той час ринок IPO почав сповільнюватися після періоду буму на початку та середині 1990-х років, але потреба в капіталі змусила Фарго подати пропозицію. Посилення конкуренції, низькі прибутки від спортивного підрозділу Interplay та відсутність консольних ігор змусили компанію шукати додаткового фінансування через два роки завдяки інвестиціям Titus Software, паризької ігрової компанії. У 1999 році відносини між Фарго і основним акціонером Titus погіршилися, за словами Фарго, через «різну ідеологію управління». У 2000 році Titus стала мажоритарним власником Interplay, і в результаті Фарго залишив свою посаду в компанії.
Окрім роботи в Interplay, Фарго також створив компанію онлайн-розваг Engage! з партнером SoftBank у 1996 році та входив до правління Virgin Europe у 1998 році.

### InXile Entertainment
Після звільнення з Interplay Фарго намагався знайти вихід для свого творчого пориву й у 2002 році заснував inXile Entertainment, розробника та видавця відеоігор, до складу якого входить багато колишніх співробітників Interplay. Назва inXile виникла з жарту про його кар'єру після Interplay: спочатку Фарго присвоїв собі титул «лідера у вигнанні» в компанії.
InXile Entertainment випустила нову Bard's Tale як одну зі своїх перших ігор, випущених Vivendi Universal Games, але досягла успіху в новій категорії завантажуваних ігор, таких як Line Rider і Fantastic Contraption. Компанія також розробила головну гру для Bethesda Softworks Hunted: The Demon's Forge.
У 2012 році, натхненний успіхом моделі профінансованої фанатами Double Fine Adventure, Фарго оголосив, що він збирається спробувати зібрати кошти для Wasteland 2 за допомогою веб-сервісу Kickstarter. Кампанія зі збору коштів на проєкт досягла цілі в 900 000 доларів США на другий день, і Фарго висловив сподівання, що всі його майбутні проєкти фінансуватимуться з Kickstarter, оскільки він «пропонує всі свободи, на які сподівається розробник». Кампанія Wasteland 2 на Kickstarter завершилася 17 квітня 2012 року, зібравши 2 933 252 долари, що зробило її третьою найбільшою відеогрою за кількістю коштів зібраних на Kickstarter на сьогоднішній день, з додатковими 107,152 доларами на PayPal. Кампанія Kickstarter була задокументована в документальному фільмі Capital C.
6 березня 2013 року Фарго виконав свою обіцянку фінансувати майбутні проєкти через Kickstarter і запустив Torment: Tides of Numenera, описану як «сюжетна CRPG, створена в традиціях Planescape: Torment і дія якої відбувається у Монте Куковому світі Нуменери». Проєкт досяг своєї мети в 900 000 доларів США всього за шість годин і побив рекорд Kickstarter як найшвидший проєкт, досягнувший 1 мільйона доларів. Попередній рекорд належав ігровій приставці Ouya, яка досягла $1 млн за 8 годин 22 хвилини; Torment досяг цієї суми менш ніж за сім годин.
У травні 2015 року Фарго оголосив про The Bard's Tale IV і про свої наміри запустити для неї Kickstarter 2 червня 2015 року. Це пряме продовження історії з попередніх ігор The Bard's Tale. Kickstarter завершився 10 липня 2015 року з остаточною сумою внесків у розмірі 1 519 681 долара США та 33 741 спонсором.
У березні 2017 року Фарго оголосив про свої плани піти з inXile після випуску Wasteland 3. Однак у листопаді 2018 року Microsoft Studios оголосила про намір придбати inXile і перетворити студію на дочірню компанію. Оскільки це забезпечило б студії значно більше ресурсів, Фарго заявив, що більше не планує йти на пенсію, а натомість продовжить очолювати компанію.

### Інше
Фарго був членом-засновником ради консультантів Fig, змішаної інвестиційно-краудфандингової платформи, з моменту її запуску в грудні 2015 року. У рамках своєї участі він використовував Fig для краудфінансування розробки Wasteland 3 . Після покупки inXile компанією Microsoft Studios Фарго планує залишитися в раді, щоб допомогти визначити, які ігри повинна підтримувати Fig, але в іншому випадку не планує використовувати Fig для фінансування.

## Ігри
| 1981 | The Demon's Forge                                               | Дизайнер, програміст, сценарист          |
| 1985 | Tales of the Unknown: Volume I — The Bard's Tale                | Сценарист                                |
| 1985 | Borrowed Time                                                   | Сценарист                                |
| 1986 | The Bard's Tale II: The Destiny Knight                          | Сценарист                                |
| 1986 | Tass Times in Tonetown                                          | Режисер                                  |
| 1988 | The Bard's Tale III: Thief of Fate                              | Режисер                                  |
| 1988 | Battle Chess                                                    | Продюсер, режисер                        |
| 1988 | Wasteland                                                       | Режисер                                  |
| 1989 | Dragon Wars                                                     | Продюсер                                 |
| 1989 | Neuromancer                                                     | Дизайнер, сценарист                      |
| 1990 | The Adventures of Rad Gravity                                   | Дизайнер, програміст                     |
| 1990 | Total Recall                                                    | Програміст                               |
| 1990 | Battle Chess II: Chinese Chess                                  | Продюсер                                 |
| 1990 | Swords and Serpents                                             | Продюсер                                 |
| 1990 | J.R.R. Tolkien's The Lord of the Rings, Vol. I                  | Виконавчий продюсер                      |
| 1991 | J.R.R. Tolkien's The Lord of the Rings, Vol. II: The Two Towers | Виконавчий продюсер                      |
| 1991 | Castles                                                         | Дизайнер, продюсер                       |
| 1991 | Track Meet                                                      | Дизайнер, продюсер                       |
| 1992 | Castles: The Northern Campaign                                  | Виконавчий продюсер                      |
| 1992 | The Bard's Tale Construction Set                                | Виконавчий продюсер                      |
| 1992 | Battle Chess 4000                                               | Виконавчий продюсер                      |
| 1992 | Star Trek: 25th Anniversary                                     | Виконавчий продюсер                      |
| 1992 | The Lost Vikings                                                | Виконавчий продюсер                      |
| 1992 | Mario Teaches Typing                                            | Виконавчий продюсер                      |
| 1992 | Castles II: Siege and Conquest                                  | Виконавчий продюсер                      |
| 1993 | ClayFighter                                                     | Виконавчий продюсер                      |
| 1993 | Claymates                                                       | Виконавчий продюсер                      |
| 1993 | Rags to Riches: The Financial Market Simulation                 | Виконавчий продюсер                      |
| 1993 | RoboCop Versus The Terminator                                   | Виконавчий продюсер                      |
| 1993 | Rock 'n Roll Racing                                             | Виконавчий продюсер                      |
| 1993 | SimCity Enhanced CD-ROM                                         | Виконавчий продюсер                      |
| 1993 | Star Trek: Judgment Rites                                       | Виконавчий продюсер                      |
| 1993 | Interplay's 10 Year Anthology                                   | Виконавчий продюсер                      |
| 1993 | Buzz Aldrin's Race into Space                                   | Виконавчий продюсер                      |
| 1994 | ClayFighter 2: Judgment Clay                                    | Виконавчий продюсер                      |
| 1994 | Heart of the Alien                                              | Виконавчий продюсер                      |
| 1994 | Out of This World                                               | Виконавчий продюсер                      |
| 1995 | Mario's Game Gallery                                            | Виконавчий продюсер                      |
| 1995 | Stonekeep                                                       | Виконавчий продюсер                      |
| 1996 | Blood & Magic                                                   | Виконавчий продюсер                      |
| 1997 | Fallout                                                         | Виконавчий продюсер                      |
| 1997 | Star Trek: Starfleet Academy                                    | Режисер (керівник проєкту)               |
| 1998 | Of Light and Darkness: The Prophecy                             | Виконавчий продюсер                      |
| 1998 | Fallout 2                                                       | Виконавчий продюсер                      |
| 2000 | Wild Wild Racing                                                | Виконавчий продюсер                      |
| 2004 | The Bard's Tale                                                 | Дизайнер, виконавчий продюсер, сценарист |
| 2007 | Line Rider                                                      | Виконавчий продюсер                      |
| 2011 | Hunted: The Demon's Forge                                       | Виконавчий продюсер, сценарист           |
| 2014 | Wasteland 2                                                     | Виконавчий продюсер                      |
| 2017 | Torment: Tides of Numenera                                      | Виконавчий продюсер                      |
| 2018 | The Bard's Tale IV: Barrows Deep                                | Виконавчий продюсер                      |
| 2020 | Wasteland 3                                                     | Керівник студії                          |